# NGC 5418
NGC 5418 је спирална галаксија у сазвежђу Волар која се налази на NGC листи објеката дубоког неба.
Деклинација објекта је + 7° 41' 2" а ректасцензија 14h 2m 17,5s. Привидна величина (магнитуда) објекта NGC 5418 износи 13,6 а фотографска магнитуда 14,4. NGC 5418 је још познат и под ознакама UGC 8946, MCG 1-36-16, CGCG 46-40, IRAS 13597+0755, PGC 49997.